# Forcipomyia saltensis
Forcipomyia saltensis är en tvåvingeart som först beskrevs av Cavalieri 1962.  Forcipomyia saltensis ingår i släktet Forcipomyia och familjen svidknott. Inga underarter finns listade i Catalogue of Life.